# Sartrouville
Sartrouville je severozahodno predmestje Pariza in občina v  departmaju Yvelines osrednje francoske regije Île-de-France. Leta 2011 je naselje imelo 51.431 prebivalcev.

## Geografija
Kraj leži na desnem bregu reke Sene 15 km severozahodno od središča Pariza.

## Administracija
Sartrouville je sedež istoimenskega kantona, vključenega v okrožje Saint-Germain-en-Laye.

## Zgodovina
V srednjem veku je bil kraj poznan pod imenom Sartoris Villa.

## Pobratena mesta
- Kallithéa (Grčija),
- Paços de Ferreira (Portugalska),
- Waldkraiburg (Nemčija).